# 풀러턴 대학교

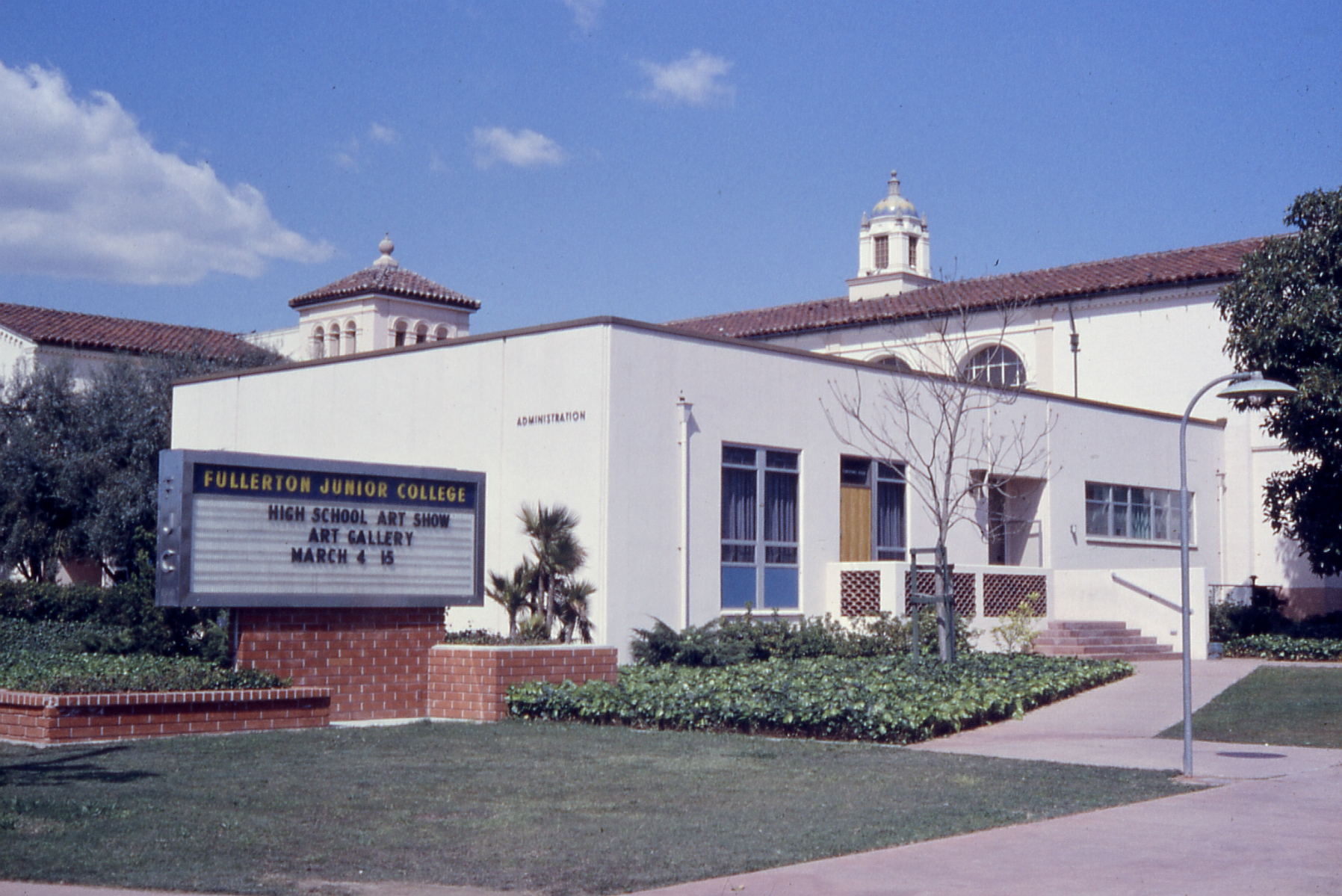

풀러턴 대학교(영어: Fullerton College)는 미국 캘리포니아 주 풀러턴에 있는 공립 커뮤니티 대학교이다. 1913년 첫 개교되었다.